# Zdeněk Vacek (fotbalista)
Zdeněk Vacek (* 4. listopadu 1972) je bývalý český fotbalista, nastupoval na pozici útočníka.
Naposledy působil jako asistent trenéra u týmu SK Vysoké Mýto hrajícího Divizi C. Žije v Lanškrouně.

## Hráčská kariéra
V české lize hrál za FC Slovan Liberec. Nastoupil ve 2 ligových utkáních. Ve druhé lize hrál i za FK GGS Arma Ústí nad Labem a SK LeRK Prostějov.
Následně působil v českých nižších soutěžích. Podstatnou část své kariéry spojil s klubem FK OEZ Letohrad, kde hrál 6 sezon (2001-2007).

## Ligová bilance
| Ročník                          | Zápasy | Góly | Klub                       |
| ------------------------------- | ------ | ---- | -------------------------- |
| 2. česká fotbalová liga 1995/96 | 7      | 0    | FK GGS Arma Ústí nad Labem |
| 1. česká fotbalová liga 1995/96 | 2      | 0    | FC Slovan Liberec          |
| 2. česká fotbalová liga 1996/97 | 10     | 0    | SK LeRK Prostějov          |
| CELKEM 1. česká liga            | 2      | 0    |                            |
| CELKEM 2. česká liga            | 17     | 0    |                            |

## Trenérská kariéra
Od ledna 2015 do června 2016 působil jako hlavní trenér u rezervního týmu FK Letohrad v Pardubickém krajském přeboru.
Následně se stal asistentem u divizního A mužstva. V Letohradě skončil po sezoně 2017/18, která skončila sestupem klubu z Divize C.
Od dubna 2019 do června 2022 působil jako asistent trenéra Františka Dvořáka u týmu SK Vysoké Mýto hrajícího Divizi C.